# Asa Griggs Candler
Pour les articles homonymes, voir Candler.
 (octobre 2019).
Si vous disposez d'ouvrages ou d'articles de référence ou si vous connaissez des sites web de qualité traitant du thème abordé ici, merci de compléter l'article en donnant les références utiles à sa vérifiabilité et en les liant à la section « Notes et références ».
Asa Griggs Candler (30 décembre 1851 - 12 mars 1929) est un homme d'affaires américain qui a fait fortune après avoir acheté et développé Coca-Cola en 1887. Il a été maire d'Atlanta de 1916 à 1919. Le site de l'aéroport international d'Atlanta, dont il était propriétaire avant la construction de l'aéroport, porte son nom, Candler Field.

## Biographie
Candler est né à Villa Rica en Géorgie. Il faisait partie d'une famille de onze enfants. Il commence sa carrière dans les affaires en tenant un drugstore.
En 1887, il achète la marque et la formule du Coca-Cola à John Pemberton pour 2 300 dollars et fonde The Coca-Cola Company en 1892 (Selon l'histoire relatée par la marque, qui selon d'autres sources serait un peu différente - voir Coca-Cola l'enquête interdite de William Reymond) ,  Le succès subséquent de Coca-Cola est largement dû au marketing agressif mené par Candler, il gagne plusieurs millions de dollars sur son investissement.
Candler devient un grand donateur de l'église méthodiste, il donne un million de dollars plus un terrain pour que l'Université Emory (à l'époque un collège méthodiste) déménage d'Oxford (Géorgie) à Atlanta. L'école de Théologie d'Emory porte son nom ainsi que sa première bibliothèque. Il a aussi donné plusieurs millions à ce qui devint par la suite l'hôpital d'Emory.
En 1906, il construit le plus haut immeuble d'Atlanta, le Candler Building. Cet immeuble de 17 étages est toujours présent au 127 Peachtree Street.
Candler a été maire d'Atlanta entre 1916 et 1919. En 1919 il vend la Coca-Cola Company à un groupe d'investisseurs dirigé par Ernest Woodruff[réf. nécessaire]. Il subit un accident vasculaire cérébral en 1926 et meurt en mars 1929.